# ناثان ليون
ناثان ليون (20 نوفمبر 1987 في أستراليا - ) (بالإنجليزية: Nathan Lyon)‏ هو لاعب كريكت أسترالي. شارك مع منتخب أستراليا الوطني للكريكت. أما مع النوادي، فقد لعب مع نادي مقاطعة ورسسترشاير للكريكيت ‏ وفريق جنوب أستراليا للكريكت ‏ وفريق جنوب ويلز الجديد للكريكت ‏ وآي سي تي كومتس ‏ وAdelaide Strikers ‏ وSydney Sixers ‏.

## وصلات خارجية
- ناثان ليون على موقع إي آس بي آن كريك إنفو (الإنجليزية)